# Útok ve Štrasburku (2018)
Útok ve Štrasburku se odehrál 11. prosince 2018 ve francouzském městě Štrasburku, když muž začal střílet v 19:50 na zdejším vánočním trhu. Během teroristického útoku zemřeli dva lidé, další tři zemřeli později na následky zranění a jedenáct jich bylo zraněno (z toho čtyři vážně). Útočník, identifikovaný policií jako islámský extremista, dva dny unikal policii, než byl zastřelen při zásahu ve čtvrti Neudorf.

## Před útokem
Dne 11. prosince 2018 ráno prohledaly bezpečnostní složky byt útočníka a nalezly zde granát, pistoli, několik nožů a texty v arabštině. Útočník však nebyl doma a o pár hodin později zahájil střelbu v centru Štrasburku.

## Útok
Samotný útok začal okolo 19:50 místního času poblíž náměstí Kléber, kde se konal vánoční trh zvaný Christkindelsmärik. Útočník postupně začal střílet na třech místech, dvakrát byl napaden příslušníky bezpečnostních sil a byl postřelen. Kromě pistole útočil také nožem. Útok probíhal celkem 10 minut, střelec podle svědků zvolával „Allah Akbar". Se zraněnou rukou pak ujel z místa činu taxíkem. Podle řidiče měl s sebou granát.

## Po útoku
Kvůli útoku došlo k uzavření přilehlých oblastí, včetně budovy Evropského parlamentu, kde se v tu dobu konalo plenární zasedání EP. V oblasti útoku byl jeden český občan, ale neutrpěl žádnou újmu. Ve Francii byl zvýšen stupeň ohrožení teroristickým útokem na nejvyšší, do Štrasburku byly vyslány dodatečné bezpečnostní síly a byla posílena ochrana veřejných budov.
Útočník dva dny unikal policii, na jeho dopadení pracovalo více než 500 policistů a četníků, do akce byly vyslány i speciální zásahové jednotky BRI a RAID nebo elitní protiteroristická jednotka GIGN z Dijonu. Bylo zahájeno také mezinárodní pátrání. Ve čtvrtek 13. 12. byl útočník spatřen ve čtvrti Neudorf, obklíčen a při následné přestřelce zabit.
V souvislosti s útokem bylo zadrženo sedm lidí, jsou mezi nimi čtyři příbuzní vraha, jeho rodiče a dva bratři.

## Oběti
Bylo zabito pět lidí; dva zemřeli během útoku a tři další později podlehli svým zraněním. Dále bylo zraněno jedenáct lidí, z toho čtyři vážně. Na místě zemřeli 45letý turista z Thajska a 61letý Francouz- bývalý bankovní úředník. O dva dny později podlehl svým zraněním 45letý muž z Afghánistánu, 14. prosince zemřel 29letý novinář z Itálie a 16. prosince 35letý polský hudebník Barto Pedro Orent-Niedzielski.

## Útočník
Pravděpodobný útočník, Chérif Chekatt, věk v den útoku 29 let, byl na seznamu osob podezřelých z islámského radikalismu. Byl sledován bezpečnostními složkami a měl kriminální minulost. Jeho trestní záznam obsahoval celkem 27 činů spáchaných ve Francii, Německu a Švýcarsku. Právě kvůli jedné loupeži u něj byla ten den ráno vykonána domovní prohlídka. Byl také veden ve složkách „Fiche S“, kde jsou evidováni lidé, představující největší riziko pro národní bezpečnost.